# هلموت لنگ (هنرمند)
هلموت لنگ (انگلیسی: Helmut Lang؛ زادهٔ ۱۰ مارس ۱۹۵۶) طراح مد، و هنرمند متولد وین اهل اتریش است.